# Valea Mare (okręg Bacău)
Valea Mare – wieś w Rumunii, w okręgu Bacău, w gminie Colonești. W 2011 roku liczyła 148 mieszkańców.